# الحركة الإسلامية في أفغانستان
الحركة الإسلامية في أفغانستان (بالإنجليزية: Islamic Movement of Afghanistan)‏ هو حزب سياسي أفغاني، أسس في 2005، ومن مؤسسيه محمد آصف محسني.

## أعضاء بارزون
- كود سباركل
- تحديث القائمة

- محمد آصف المحسني
- سيد جاويد
- Sayed Hussein Anwari